# Francisco Rangel Gómez
Francisco José Rangel Gómez OL (Caracas, Venezuela; 4 de abril de 1953) es un militar del Ejército Bolivariano y político venezolano. Fue gobernador del estado Bolívar, Venezuela, de 2004 a 2017.

## Historia
Nació el 4 de abril de 1953, contando con formación militar en grado de General de División, cursó estudios de Análisis y Diseño de Sistemas, Maestría en Sistemas y Maestría en Seguridad y Defensa Nacional, solicita su retiro de la Fuerza Armada en el año 2004, para cumplir la misión de recuperar la gobernación del estado Bolívar, cargo que actualmente ejerce, en su tercer mandato.
Desde el año de 1999 forma parte del equipo de gobierno del presidente de la República Bolivariana de Venezuela, ocupando los cargos de Ministro de la Secretaría de la Presidencia de 1999 al 2000, y posteriormente presidente de la Corporación Venezolana de Guayana durante el periodo 2001-2004. Siendo destacado en el año 2005 con la Orden del Libertador en su primera clase impuesta por el presidente Hugo Chávez.
Resaltan durante su gestión frente a la Corporación Venezolana de Guayana la supresión de la estrategia de privatización de la industria del hierro y aluminio, lo que ocasionó el quiebre financiero de toda la industria de procesamiento de metal en Venezuela.
Desde su puesto como gobernador, resaltan las denuncias de adjudicar contrataciones estatales a una empresa vinculada uno de sus yernos, cuyo nombre es Logistic Trading Services LTD como la compra de vehículos de transporte público por 2,7 millones de dólares, cuyo pago se realizó, pero los vehículos nunca llegaron a Venezuela. Esta empresa tiene sede fiscal en México. País en donde Rangel Gómez vive su exilio, luego de que se desvinculara de las elites de gobierno, que ya no forman parte de los mismos grupos que se construyeron alrededor de Chávez Frías.
Fue acusado de una amplia variedad de cargos por corrupción, que incluían obras estatales cuyos presupuestos se ejecutaron pero nunca se concluyeron o ni siquiera se ejecutaron, como los distribuidores viales de El Dorado y La Piña. Así como de liderar una de las operaciones de tráfico de oro más grandes de Venezuela.

## Cargos públicos
En 1999 es designado por el presidente Hugo Chávez como Ministro de la Secretaría de la Presidencia.  Desde 2001 hasta 2004 fue presidente de la Corporación Venezolana de Guayana. En 2004 es nombrado candidato a la gobernación por el MVR, resultando electo con el 58,85% de los votos. En las elecciones regionales de 2008 fue reelecto con el 47,38% de los votos. Igualmente fue reelecto en las elecciones regionales de 2012 con el 46,51% de los votos.